# Melanesobasis flavilabris
Melanesobasis flavilabris – gatunek ważki z rodziny łątkowatych (Coenagrionidae). Jest endemitem Fidżi.